# Raphaela Scharf

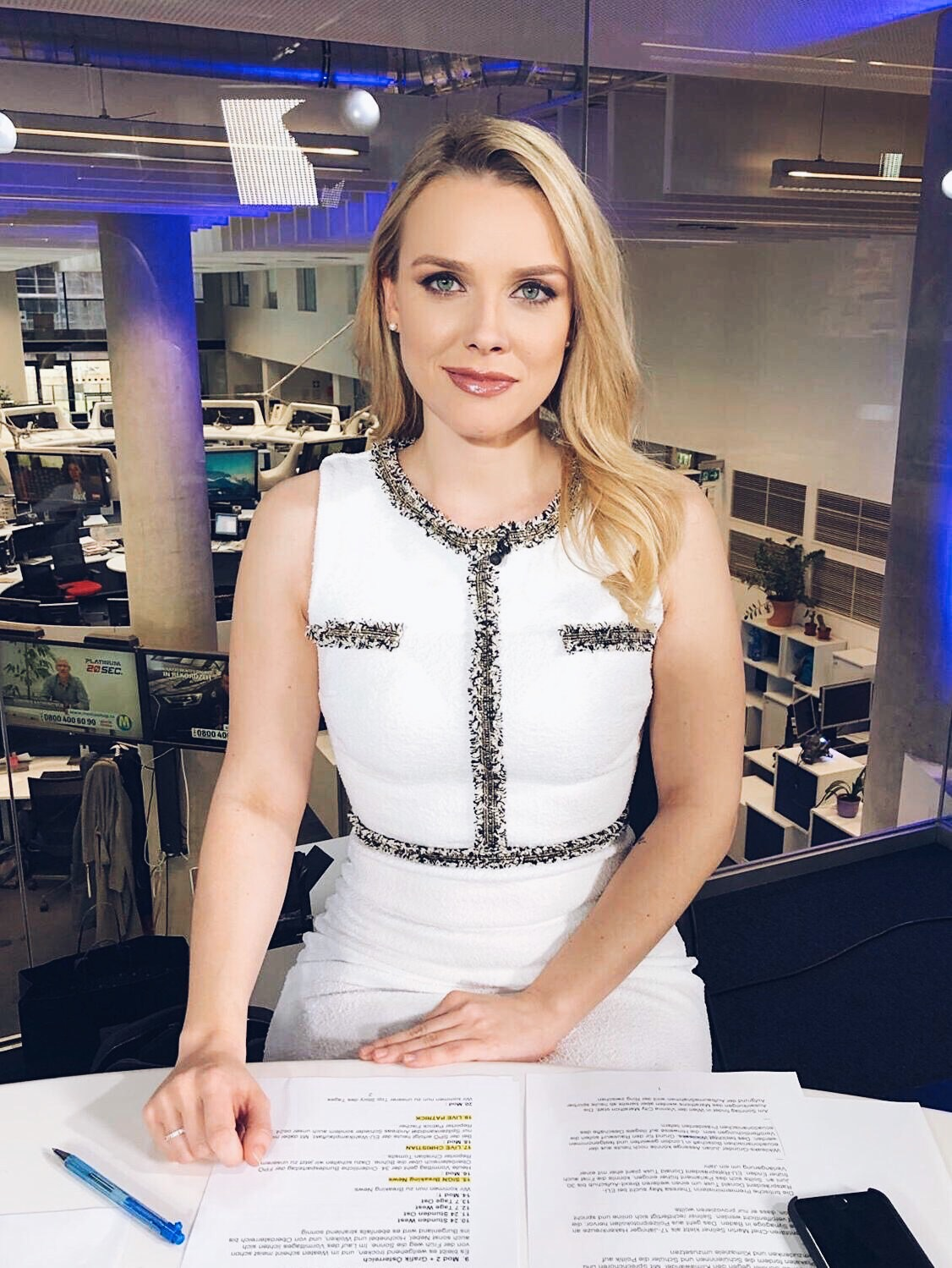
Raphaela Scharf (2019)

Raphaela Scharf (* 4. August 1990 in Linz, Oberösterreich) ist eine österreichische Fernsehmoderatorin und Journalistin.

## Werdegang
Raphaela Scharf arbeitete als Kindermodel und spielte im Kindesalter. Sie absolvierte eine Gesangsausbildung, sang in diversen Chören und erlernte mehrere Instrumente. Nach der Matura an der Bundesbildungsanstalt für Kindergartenpädagogik arbeitete sie zwei Jahre in dem erlernten Beruf als diplomierte Pädagogin in Linz. 2012 zog sie nach Wien, um Publizistik- und Kommunikationswissenschaft an der Universität Wien zu studieren.
Parallel zu ihrem Studium sammelte sie in der Redaktion von ATV für das Format „Hi Society“ erste Erfahrungen in der Medienbranche. Es folgten Praktika und Volontariate beim österreichischen Musiksender gotv und beim Wiener Stadtfernsehen W24, wo Scharf zum ersten Mal als Reporterin vor der Kamera stand und u. a. von der "Vienna Fashion Week" berichtete.
Von 2013 bis 2016 war Scharf Redakteurin der Publizistikzeitung „Zündstoff“ und verfasste Artikel aus dem Bereich Chronik und Lifestyle. Im Jahr 2015 ging sie als Praktikantin für Gruner + Jahr nach Hamburg. Dort schrieb sie eigene Lifestyle- und Reiseartikel für das Magazin „DB mobil“. 2017 sammelte sie erneut Medienerfahrung und ging nach München zu ProSiebenSat.1 TV Deutschland, wo sie für das Format „Abenteuer Leben am Sonntag“ eigenständig Reportagen gestaltete.
Ende 2018 wechselte sie zu Oe24.TV, wo sie als Reporterin vor der Kamera stand. Dort berichtete Scharf täglich Live über Politik, Chronik, Wirtschaft, Society und Wetter im TV. 2019 stieg Scharf zur Moderatorin von Oe24.TV auf. Im Februar 2019 berichtete sie vom Opernball.
Seit Ende 2019 ist Scharf als selbständige Moderatorin bei Krone.TV tätig und moderiert „Krone News“ und Talks zu gesellschaftspolitischen Themen. Nebenbei ist sie tätig als Eventmoderatorin und moderierte u. a. die Filmpräsentation von Deep Dive TV, die von Krone.TV und Diamir Holding gemeinsam ins Leben gerufen wurde.

## Belästigungsvorwürfe gegen Wolfgang Fellner
Ende Mai 2019 beschuldigte Scharf Wolfgang Fellner öffentlich der sexuellen Belästigung. Sie war zu diesem Zeitpunkt als Oe24.TV-Moderatorin für Fellners Mediengruppe Österreich tätig. Scharf wurde daraufhin fristlos entlassen. In Folge kam es zu zahlreichen gerichtlichen Auseinandersetzungen. Fellner klagte gegen Scharf auf Unterlassung der Behauptung, dass sie von Fellner sexuell belästigt worden wäre, wohingegen Scharf vor dem Arbeitsgericht gegen die Kündigung ihres Arbeitsverhältnisses klagte.
Die Klage auf Unterlassung der Behauptung, dass Fellner Scharf sexuell belästigt hätte, wurde im Oktober 2021 abgewiesen und ist zwischenzeitlich rechtskräftig. Das Gericht hielt sowohl Fellner als auch Scharf für gleich glaubwürdig. Eine sexuelle Belästigung durch Fellner konnte von Scharf nicht bewiesen werden.

## Moderationen
- Live News – Show (Oe24.TV)
- Lotto und Euro-Millionen-Show (Oe24.TV)
- Bundesliga (Oe24.TV)
- High Society und Red Carpet (Oe24.TV)
- Unsere Tiere- das Tierschutzmagazin (Oe24.TV)
- Dancing Stars Spezial (Oe24.TV)
- Wetter (Oe24.TV)
- Krone News (Krone.TV)
- Krone Talk (Krone.TV)